# Stanley Bréhaut Ryerson
Pour les articles homonymes, voir Ryerson.
 (octobre 2022).
Si vous disposez d'ouvrages ou d'articles de référence ou si vous connaissez des sites web de qualité traitant du thème abordé ici, merci de compléter l'article en donnant les références utiles à sa vérifiabilité et en les liant à la section « Notes et références ».
Stanley Ryerson Brehaut, né le 12 mars 1911 à Toronto et mort le 25 avril 1998 à Montréal, est un historien et militant politique canadien.

## Biographie

### Jeunesse
Stanley Bréhaut Ryerson est né en 1911 à Toronto. Son père est un chirurgien et professeur à l'Université de Toronto alors que sa mère s'est ouverte aux arts et à la culture européenne. C'est d'ailleurs en partie grâce à elle que Ryerson développe son goût pour la langue française et pour l'Europe.
Il fait ses études au Upper Canada College pour son primaire et son secondaire (1919-1929). En 1931, il poursuit son parcours scolaire à l'Université de Toronto, où il décroche une bourse d'études de l'État français lui permettant d'aller étudier à la Sorbonne. Il y obtient son diplôme d'études supérieures en langue et littérature italiennes. C'est son séjour en Europe qui lui fera découvrir les mouvements communistes, mais plus particulièrement Le Manifeste du Parti communiste. À son retour à Toronto, il va adhérer aux Jeunes communistes.

### Carrière politique
C'est en 1934 que Stanley Bréhaut Ryerson commence réellement ses actions au sein du Parti communiste du Canada, le PCC. Durant ses premières années, il reste d'abord fidèle aux idées du Parti. Dès 1935, Ryerson occupera des places importantes. Il va notamment être élu au Comité central avant de devenir secrétaire provincial du Parti puis nommé rédacteur en chef adjoint au journal communiste du Québec : Clarté. 
Au cours de la période suivant la signature du Pacte de non-agression entre l'Allemagne nazie et l'Union soviétique, conformément aux directives du Komintern, le Parti communiste du Canada s'oppose à ce qu'il qualifie de « guerre impérialiste » menée par la France et le Royaume-Uni contre le IIIe Reich et milite en faveur du non-engagement du Canada dans la guerre. Durant cette période, Ryerson voit le nationalisme et les rivalités linguistiques comme des moyens de division politiques de la classe ouvrière dans son combat face à la bourgeoisie[réf. souhaitée].
Le PCC rejette son opposition à la guerre à la suite de l'Opération Barbarossa, en 1941 où l'armée allemande envahie l'URSS. En 1942, le parti appuie sans condition le camp du Oui lors du plébiscite canada sur la conscription.
Au tournant des années 1960, Ryerson change néanmoins ses vues sur la question nationale québécoise, réévaluant à la hausse les potentiels progressistes du mouvement ayant débuté avec la Révolution tranquille. En rupture avec la ligne du Parti, Ryerson adhère progressivement à l'idée selon laquelle l'indépendance du Québec serait le meilleur mécanisme pour instaurer l'égalité entre les deux peuples. Il s'éloigne du marxisme orthodoxe, pour se tourner vers communisme plus internationaliste. À partir de 1969, Ryerson abandonne ses responsabilités au Parti et part s'établir à Montréal, avant de le quitter définitivement en 1971.

### Carrière d'historien

#### La question des Rébellions
C'est en 1937 que Stanley B. Ryerson écrit 1837: The Birth of Canadian Democracy. Son discours est assez singulier alors que le sujet principal tourne autour de la motivation des Patriotes aux Rébellions en cherchant à faire une commémoration de la naissance des difficultés de la démocratie canadienne. Ryerson se positionne contre la thèse de Lionel Groulx qui, comme Lord Durham dans son Rapport sur les affaires de l'Amérique du Nord britannique, se concentre sur l'idée que les différences linguistiques et culturelles entre francophones et anglophones soient le moteur d'un conflit identitaire ayant mené à la Rébellion des Patriotes. 
Pour Ryerson, il est important de prendre en compte la question des intérêts économiques et sociaux, notamment ceux des classes populaires. Il priorise une « Histoire du peuple », à savoir une approche de l'historiographie canadienne développée par le PCC qui valorise l'agentivité des classes sociales dans l'étude du Canada.
Dans1837 : Birth of Canadian Democracy, Ryerson n'y voit pas encore les racines du mouvement de libération nationale québécois. En fait, il voit plutôt la montée de la bourgeoisie capitaliste dans la quête de l'obtention d'un gouvernement responsable. C'est cette liberté qui permettra de créer un environnement à la survivance de la nation canadienne-française. 

#### Les années 1960
Avec la « crise de la Confédération », Stanley Bréhaut Ryerson va concentrer ses écrits des années 1960 autour de la question nationale québécoise. Sa pensée va subir des modifications importantes. Dans ce processus, il va revisiter ses propres œuvres antérieures dans le but de poser une autocritique. 
Du point de vue historiographique, le changement majeur de sa pensée provient du fait qu'il ne croit plus que l'égalité politique a été obtenue lors de la responsabilité ministérielle (1848), ni lors de la création de la fédération canadienne (1867). Selon sa nouvelle interprétation, la Confédération n'a pas pu reconnaitre le caractère binaire du territoire ce qui en résulte par des inégalités nationales entre les Canadiens-français et les Canadiens-anglais.

### Carrière académique
En 1934, Ryerson accepte un poste d'enseignant au Sir George William's College, mais il est renvoyé en 1937 à cause de ses activités communistes. Il enseigne aussi à l'Université ouvrière de Montréal (animée par des communistes libertaires) de 1935 à 1937.
En 1970, il accepte un poste de professeur au département d'histoire de l'Université du Québec à Montréal. Ryerson démissionne du Parti communiste en 1971, trois ans après l'invasion de la Tchécoslovaquie par les chars d'assaut du Pacte de Varsovie. Il se consacre donc à l'enseignement durant toutes les années 1970 et 1980.
En 1987, il est couronné pour sa contribution à l'histoire québécoise par l'Université Laval, qui lui décerne un doctorat la même année.
Depuis 1996, une salle du pavillon Hubert-Aquin de l'Université du Québec à Montréal porte son nom et abrite l'association étudiante du premier cycle en histoire de l'université.

## Œuvres
- 1837: The Birth of Canadian Democracy[8], 1937 ;
- French Canada: A Study in Canadian Democracy[9], 1943 ;
- Le Canada français : sa tradition, son avenir[10], 1945 ;
- The Founding of Canada: Beginnings to 1815[11], 1960 ;
- The Open Society: Paradox and Challenge[12], 1965 ;
- Unequal union confederation and the roots of conflict un the canadas, 1815-1873[13], 1968 ;
- Capitalisme et confédération : aux sources du conflit Canada/Québec[14], 1972, rééd. 1978
- Capitalisme et confédération [nouvelle édition], préface de Nathan Brullemans et Alexis Lafleur-Paiement, Montréal, M Éditeur, 2024.
- French Canada: a Study in Canadian Democracy[15], 1980 ;
- Les origines du Canada[16], 1997